# Tournoi de tennis American Airlines
Le tournoi de l'American Airlines est un ancien tournoi de tennis masculin du circuit professionnel ATP qui se déroulait en Californie, aux États-Unis.
Disputé sur surface dure à Tucson (1974-1975) puis à Palm Springs (1976-1978), il a été remplacé l'année suivante par le tournoi de Rancho Mirage, lui-même remplacé en 1981 par le Tournoi de La Quinta.

## Palmarès

### Simple
| No | Date       | Nom et lieu du tournoi                       | Catégorie | Dotation  | Surface    | Vainqueur       | Finaliste       | Score         |  |
| -- | ---------- | -------------------------------------------- | --------- | --------- | ---------- | --------------- | --------------- | ------------- |  |
| 1  | 01-04-1974 | American Airlines Tennis Games, Tucson       |           | 150 000 $ | Dur (ext.) | John Newcombe   | Arthur Ashe     | 6-3, 7-6      |  |
| 2  | 31-03-1975 | American Airlines Tennis Games, Tucson       |           | 175 000 $ | Dur (ext.) | John Alexander  | Ilie Năstase    | 7-5, 6-2      |  |
| 3  | 22-03-1976 | American Airlines Tennis Games, Palm Springs |           | 200 000 $ | Dur (ext.) | Jimmy Connors   | Roscoe Tanner   | 6-4, 6-4      |  |
| 4  | 21-02-1977 | American Airlines Tennis Games, Palm Springs |           | 225 000 $ | Dur (ext.) | Brian Gottfried | Guillermo Vilas | 2-6, 6-1, 6-3 |  |
| 5  | 13-02-1978 | American Airlines Tennis Games, Palm Springs |           | 225 000 $ | Dur (ext.) | Roscoe Tanner   | Raúl Ramírez    | 6-1, 7-6      |  |

### Double
| No | Date       | Nom et lieu du tournoi                       | Catégorie | Dotation  | Surface    | Vainqueurs                        | Finalistes                    | Score         |  |
| -- | ---------- | -------------------------------------------- | --------- | --------- | ---------- | --------------------------------- | ----------------------------- | ------------- |  |
| 1  | 01-04-1974 | American Airlines Tennis Games, Tucson       |           | 150 000 $ | Dur (ext.) | Charlie Pasarell Sherwood Stewart | Tom Edlefsen Manuel Orantes   | 6-4, 6-4      |  |
| 2  | 31-03-1975 | American Airlines Tennis Games, Tucson       |           | 175 000 $ | Dur (ext.) | William Brown Raúl Ramírez        | Raymond Moore Dennis Ralston  | 2-6, 7-6, 6-4 |  |
| 3  | 22-03-1976 | American Airlines Tennis Games, Palm Springs |           | 200 000 $ | Dur (ext.) | Colin Dibley Sandy Mayer          | Raymond Moore Erik van Dillen | 6-4, 6-7, 7-6 |  |
| 4  | 21-02-1977 | American Airlines Tennis Games, Palm Springs |           | 225 000 $ | Dur (ext.) | Bob Hewitt Frew McMillan          | Marty Riessen Roscoe Tanner   | 7-6, 7-6      |  |
| 5  | 13-02-1978 | American Airlines Tennis Games, Palm Springs |           | 225 000 $ | Dur (ext.) | Raymond Moore Roscoe Tanner       | Bob Hewitt Frew McMillan      | 6-4, 6-4      |  |